# أبولونيان وديونيسيان
أبولوني وديونيسيان هما مفهومان فلسفيان وأدبيان يتمثلان في ازدواجية بين شخصيتي أبولو وديونيسوس من الأساطير اليونانية. يُعزى انتشارها على نطاق واسع إلى عمل فريدريش نيتشه بعنوان (ميلاد المأساة)، على الرغم من أن المصطلحات كانت مستخدمة بالفعل قبل ذلك، كما هو الحال في كتابات الشاعر فريدريش هولدرلين والمؤرخ يوهان يواكيم فينكلمان وآخرين. وردت كلمة ديونيسيان في وقت مبكر من عام 1608 في أطروحة إدوارد توبسيل في علم الحيوان (تاريخ الثعابين). ومنذ ذلك الحين تمت مناقشة هذا المفهوم على نطاق واسع في الفلسفة والأدب الغربيين.
في الأساطير اليونانية، أبولو وديونيسوس كلاهما أبناء زيوس. أبولو (ابن ليتو) هو إله الشمس والفن والموسيقى والشعر والطاعون والمرض، والتفكير العقلاني والنظام، ويناشد المنطق والحصافة والنقاء ويدافع عن العقل. ديونيسوس (ابن سيميلي) هو إله الخمر والرقص واللذة، واللاعقلانية والفوضى، ويمثل العاطفة والعواطف والغرائز. لم يعتبر اليونانيون القدماء أن الإلهين متضادان أو متنافسان، على الرغم من أنهما غالبًا ما يكونان متشابكين بطبيعتهما.